# Minden héten háború
A Minden héten háború (eredeti cím: Any Given Sunday) 1999-ben bemutatott amerikai sportfilm, Oliver Stone rendezésében. A produkcióban olyan híres sztárok kaptak szerepet, mint Al Pacino, Cameron Diaz, Dennis Quaid, Jamie Foxx, James Woods, LL Cool J, Matthew Modine, John C. McGinley, Charlton Heston, Ann Margret, Lauren Holly, Bill Bellamy, Lela Rochon, Aaron Eckhart, Elizabeth Berkley és Marty Wright.
Ezen kívül több amerikaifutballt játszó sportoló látható a filmben, többek közt Jim Brown, Lawrence Taylor, Dick Butkus, Y.A. Tittle, Pat Toomay, Warren Moon, Johnny Unitas, Ricky Watters, Barry Switzer, Emmitt Smith és Terrell Owens.
A film középpontjában egy fiktív amerikaifutball csapat a Miami Sharks áll, akik egykoron rengeteg bajnokságot nyertek, ám az utóbbi időben nagyon rájuk járt a rúd és igyekeznek visszakapaszkodni a csúcsra. A legújabb bajnokságban a csapat háromszor egymás után veszt, a rajongók elpártolnak, a jól bevált, idősebb csapattagok pedig a cserepadra kerülnek: a 39 éves irányító Jack "Cap" Rooney, a csapat kapitánya és sztárja súlyosan megsérül, ám ennek ellenére ragaszkodik a sportban szerzett hírnevéhez. D'Amatónak eközben elromlott házasságával, tőle elpártoló gyerekeivel és a csapat fiatal társtulajdonosával, Christina Pagniaccival is meg kell küzdenie. Pagniacci az apjától örökölte a csapatot, ám már nem a régi, a sportot mindenek felett szerető szellemben akarja a Sharks-t menedzselni, hanem a realitás talaján, a médiumok és a marketing diktálta feltételeket szem előtt tartva. Márpedig egy vesztes csapat rossz befektetés. Cap Rooney a Sharks dicső múltjának szimbóluma, ám öregszik, és csak a saját legendája megtartásáért küzd. Amikor megsérül, a fiatal irányító, Willie Beamen lép helyette a pályára, aki nehézkes kezdés után mind a nézőket, mind a csapat vezetőségét ámulatba ejti. Egyidejűleg azonban kérdésessé teszi a nagy Cap Rooney jövőjét is, és az edzőt is arra kényszeríti, hogy átértékelje eddig kiváló személyes és szakmai kapcsolatukat. Noha D'Amato meggyőződése, hogy a játéknak "többnek kell lennie, mint pusztán győzelemnek", a gyakorlatias "Bomba Beamen" csak egy dolgot tart szem előtt: a győzelmet, illetve az óriási bevételt, melyet egy profi játékos rövid pályafutása során szerezhet. D'Amatót így több oldalról is szorítják: Beamen pragmatizmusával, Christina Pagniacci pénzügyi józanságával, és Cap kétségbeesett próbálkozásával, hogy még visszakerüljön a pályára. D'Amato szeme előtt esik szét a csapat, és felvetődik benne a kérdés, vajon elhagyja-e az ereje, elveszíti-e a csapatát, és hogy van-e egyáltalán értelme a mindennapos háborúkat megvívni.

## Történet
A nyitó jelenetben a Miami Sharks a Minnesota Americans ellen játszik és mindkét irányítójuk Jack "Cap" Rooney és Tyler Cherubini is megsérül, és a játék befejezésére kényszerülnek. Visszatérő eleme a filmnek, hogy "egy vasárnap bármi megtörténhet". A nehéz helyzetben lévő és egyre inkább kétségbeesett Miami Sharks kénytelen pályára küldeni a harmadik, a fiatal, de kissé tapasztalatlan irányítóját, Will Beament. Beamen a meccseken ideges és ingerült, valamint többször is hibákat vét és nem figyel a megtervezett támadásokra. D'Amato a vezetőedző, lelkesítő beszéde után azonban megszervezi a támadást, és átveszik a vezetést az Americans ellen. A mérkőzés azonban ott dől el, hogy a Sharks futója, Julian "J-Man" Washington, fumble-t vét és az Americans védői a labdát visszaviszik védői touchdown-ra, és a Sharks zsinórban negyedszerre is kikap.
A mérkőzés másnapján, D'Amato és a csapat tulajdonosa Christina Pagniacci egy heves vitában felvázolják hogy mi lenne jó a csapatnak: Pagniacci követeli D'Amatótól, hogy működjön együtt Nick Crozierral, a csapat új támadókoordinátorával, ugyanis szerinte a látványos mérkőzések és győzelmek megnövelik a csapat bevételét és látogatottságát,mivel egy új stadiont akar építeni, és szabaduljon meg a kiöregedett de jó játékosoktól. D'Amato viszont nem hajlandó megválni a veteránjaitól, és újak leigazolásával akarja a csapatot fellendíteni. A vitának nem lesz eredménye mivel mindkét fél a saját álláspontján marad.
A következő két mérkőzésen a Chicago Rhinos és California Crusaders ellen Beamen-t állítják be írányítónak, aki egyre magabiztosabb lesz, és jobban játszik, megnyerve mindkét mérkőzést. Azonban konfliktusba keveredik a csapat vezetőjével D'Amatoval, és őt régimódinak nevezi, és azt javasolja, hogy új tervek és támadási módok kellenek. Beamen egyre népszerűbb, beképzeltebb és arrogánsabb lesz, valamint a média a Sharks legjobb játékosának kiáltja ki, így visszaszorítva a tapasztaltabb és egyben veterán játékosokat, ellenszenvet váltva ki belőlük, és a New York Emperors ellen csúnyán kikap a csapat, mivel nem hajlandóak Beamen-t támogatni. Eközben Rooney felépül és a rájátszásban ismét ő lesz a kezdő irányító, aki még mindig élvezi a csapat bizalmát.
A rájátszásban az első meccsen a csapat dallasban játszik a Dallas Knights ellen. Beamen a meccs előtt megérti a játék lényegét és bevallja magának, hibát követett el, mert a hírnév és a pénz elvakította. Végül a régi csapattagok Beamannel együtt remek csapatmunkát visznek végbe, így megnyerik a mérkőzést.
A szezon végén egy sajtótájékoztatón kiderül, hogy a bajnoki címet a San Francisco szerezte meg, legyőzve miami-t a döntőben. Tony D'Amato megköszöni a támogatásokat és bejelenti, hogy véglegesen elhagyja a csapatot, valamint kijelenti szimpátiáját a csapat tulajdonosának Christina Pangiaccinak. D'Amato ezután bejelenti, hogy aláírt egy új csapathoz, az Albuquerque Aztecshez, ahol vezetőedző és általános igazgató lett és leigazolta Beamen-t mint a csapat irányítóját. A bejelentés nagy hisztériát vált ki, de abban egyetértenek, hogy D'Amato és Crozier nem fér meg egymás mellett, így hát ő kapja meg a csapat irányítását. Az utolsó jelenetben D'Amatot láthatjuk, amint kisétál a sajtókonferenciáról.

## Szereplők
| Karakter            | Színész          | Magyar hang          | Megjegyzés |
| ------------------- | ---------------- | -------------------- | --- |
| Tony D'Amato        | Al Pacino        | Végvári Tamás        | A Miami Sharks vezető edzője és igazgatója. Évtizedek óta támogatja a csapatot, nagy tiszteletnek örvend, mély barátságot alakított ki a Sharks volt vezetőjével az idősebb Pagniaccival, aki pár évvel ezelőtt hunyt el. Nagy eredményeket ért el, köztük két Pantheon Kupához juttatta a csapatot, az NFL bajnokságokon. Túlzott törődése a csapattal váláshoz vezetett, felesége elhagyta, gyerekeit pedig már évek óta nem látta. Azonban annak ellenére, hogy D'Amato régimódi és hagyományos módszereket alkalmaz, a csapat egyre gyengébben játszik és erősen széthullóban van. Az elmúlt néhány évben az sem könnyítette meg a helyzetet, hogy a csapat új tulajdonosa Pagniacci lánya, Christina lett, akivel állandóan konfliktusba keveredik a csapattal kapcsolatban. |
| Christina Pagniacci | Cameron Diaz     | Für Anikó            | A Miami Sharks tulajdonosa, a csapatot az apjától örökölte. Az elmúlt évek gyenge eredményei miatt egyre inkább haragszik D'Amatora és elavultnak tekinti a régimódi és egyszerű megoldásait és terveit, ezért felvett egy fiatal koordinátort Nick Croziert, aki némiképp segítséget nyújthat a csapatnak. Sokszor utalt arra, hogy D'Amato nem fog visszatérni a következő szezonban, szerződése lejártával el kell hagynia a csapatot. Közben politikai manőverekbe kezd az AFFA vezetőjével és Miami polgármesterével. |
| Jack "Cap" Rooney   | Dennis Quaid     | Gergely Róbert       | A Miami Sharks kezdő irányítója. A csapat egyik legjobbja és D'Amato jóbarátja. Mindazonáltal Rooney most egy öregedő veterán, aki az utóbbi időben a csapattagokkal és a családjával is konfliktusba keveredik. A kapcsolata megromlott feleségével Cindyvel, aki megfélemlíti a férfit, amiért az vissza akar vonulni a focitól. Itt derül ki, hogy valószínűleg Cindy csak a pénzért és a sikerért ment hozzá a focistához, valamint nehezen viselni ha a többéves csillogás és fényűzés után le kellene mondania ezekről a férje visszavonulása miatt. Rooney egy meccs alatt megsebesül, de a kockázatok ellenére elvállalja a részvételt a bajnokságon. |
| Dr. Harvey Mandrake | James Woods      | Balkay Géza          | A Miami Sharks orvosa. Gyakran kockáztatja a súlyosan vagy a kevésbé súlyosan megsérült csapattagok életét, a győzelem érdekében. Később kirúgják, mivel az egyik beosztottja beárulja őt D'Amatonak. |
| Willie Beamen       | Jamie Foxx       | Barabás Kiss Zoltán  | Szintén irányító, miután Rooney lesérül, őt jelölik ki hogy helyettesítse. Bár meglepően sikeres, Beamen nem működik együtt a csapat többi tagjával és a megtervezett támadásokat is mindig megváltoztatja, kivívva ezzel a többi játékos ellenszenvét. Később csapatjátékba kezd a többiekkel és elkezd hallgatni az edzőkre, valamint Cap Rooney játéka is nagyon megihleti. |
| Julian Washington   | LL Cool J        | Gesztesi Károly      | A Miami Sharks támadó játékosa. Nagyon tehetséges, de egyre inkább agressziót mutat Beamenel szemben, egyszer verekedésbe is keveredik vele. A szerződésében található záradékok motiválják, D'Amato pedig zsoldosnak nevezi, aki még a következő szezon előtt le fog lépni. |
| Luther "Cápa" Lavay | Lawrence Taylor  | Szabó Sipos Barnabás | A Miami Sharks kapitánya. Az orvosok megállapítják nála, hogy a korábbi csigolya-sérülése nem gyógyul megfelelően. Ha ismét elszenved valamilyen sérülést, örökre lebénulhat, vagy akár meg is halhat. A csapat doktora tájékoztatja D'Amatot a helyzetről, Lavay viszont mindenképp játszani akar legalább még egy meccsen, mert ha nem teszi meg, 1 millió dollárt veszíthet. Ő szintén konfliktusba keveredik Willie Beamenel, mivel az megkérdőjelezi tehetségét. Ezért Lavay egy körfűrésszel megrongálja Beamen autóját. Később elmond Beamennek egy csendes, de szenvedélyes beszédet, aminek a lényege, hogy ezt játékot 100%-os érzelemmel kell játszani. |
| Montezuma Monroe    | Jim Brown        | Borbiczki Ferenc     | A Miami Shark védekező koordinátora. Általában magas intenzitást hoz a csapat számára Tony D'Amato is sokszor megbízik benne. Monroe elmondja, szeretne visszatérni a régi hagyományokhoz, amik a középiskolákban voltak, mivel ott "tiszta" játék volt. |
| Nick Crozier        | Aaron Eckhart    | Tóth Tamás           | A csapat kritikai koordinátora. Nicket Christina Pagniacci vette fel a Minnesotából. Technika-őrült és nagyon kritikus Tony sértő játékhivatásával szemben, elítéli Williet, mert megváltoztatja a támadásokat és Julianre, pénzéhessége miatt. A kettejük közti feszültség ellenére D'Amato csapatvezetővé nevezi ki, miután bejelenti, hogy átköltözik Új-Mexikóba. |
| Dr. Ollie Powers    | Matthew Modine   | Oberfrank Pál        | A csapat második doktora és egyben Harvey unokaöccse. Rájön, hogy Harvey könnyen kockáztatja a csapat tagjait és szteroidokkal vagy más gyógyszerekkel tömi őket, csak hogy pályára tudjanak lépni. Sokszor dilemmázik, hogy mi lenne a helyes és saját démonjaival is küzd, de végül elmondja D'Amatobak az igazságot Harveyról. |
| Jack Rose           | John C. McGinley | Szőke Zoltán         | Egy kötözködő sportriporter, akinek saját műsora van, alakját Jim Rose ihlette. Nagy ellenszenvet táplál D'Amato ellen. |

## Produkció

### Előkészületek
Oliver Stone megvett egy Monday Night című forgatókönyvet, aminek írója Jamie Williams a San Francisco 49ers nyugdíjazott tagja és Richard Weiner sportújságíró volt. Stone-nak később egy On Any Given Sunday című szkript keltette fel a figyelmét, ezt John Logan írta. A rendező ötvözte ezt a két történetet, majd később egy harmadikkal keverte össze, a Playing Hurtel, ennek szerzője Daniel Pyne volt.
1999. május 1-jén a forgatókönyv elején így tüntették fel a szerzőket: original draft by Jamie Williams & Richard Weiner, John Logan, Daniel Pyne; subsequent revisions by Gary Ross; revisions by Raynold Gideon & Bruce A. Evans; revisions by John Logan; revisions by Lisa Amsterdam & Robert Huizenga; latest revisions by Oliver Stone.
A Writers Guild of America Logant és Stone-t tüntette fel a forgatókönyv írójaként, a "történet" mellé pedig Pyne és Logan nevét rakták. Williams és Weiner neve nem szerepel a stáblistán az írók között, de munkájukért, kreatív konzultánsként tüntették őket fel.
A forgatókönyv a You're Okay, It's Just a Bruise: A Doctor's Sideline Secrets című könyvön alapult, amit Robert Huizenga írt. Huizenga volt az L.A. Raiders csapat belső doktora az 1980-as szezonban, Dr. Rosenfield alatt dolgozott, aki egy játékos lesérülése után mindig csak ennyit mondott: "You're okay, it's just a bruise." (Jól vagy, ez csak egy kis horzsolás.) James Woods karaktere Rosenfieldon alapult, és Cap Rooney első sérülésekor a filmben csak ennyit mond a diagnóziskor: "Jól vagy, ez csak egy kis horzsolás." Huizenga az 1990-es évek elején elhagyta a Raiderset, mivel eltaszították Rosenfield módszerei, hogy megengedte a játékosoknak a pályára lépését, több súlyosan komoly sérülés után is. A filmben Cápa csigolyasérülése egy megtörtént eseten alapul, amit Mike Harden szenvedett el.

### Szereposztás
A rendező első választása Tony D'Amato szerepére Robert De Niro és Al Pacino volt. De Niro elutasította a felkérést, Pacino azonban nem. Pacino különösen élvezte, hogy most nem egy rendőrt vagy gengsztert kell alakítani, hanem egy ilyen, nem mindennapi figurát. A Warner Bros. Clint Eastwoodot jelölte ki D'Amato szerepére, mielőtt Pacino elfogadta volna, de mikor a Eastwood azt kérte, hogy ő rendezhesse a filmet, a stúdió gyorsan lebeszélte az egészről. Henry Rollinsnak felajánlották az egyik játékos szerepét, ám nem fogadta el, mert szerinte nem tudta volna megjeleníteni hitelesen a figurát. Cameron Diaz egy sportcsapat-tulajdonos lányát játssza, szerepe hasonló, mint az Álljon meg a nászmenet című filmben. Érdekesség, hogy a forgatókönyv egyik korai változatában a Diaz által játszott karakter, Christina Pagniacci házas volt. Ving Rhames és David Duchovny is esélyes volt egy szerepre a filmben, ám egyikük sem vállalta el a felkérést.
Eredetileg Sean "P Diddy" Combs játszotta volna Willie Beament, ám a zenészt idő-összeegyeztethetetlenségi problémák miatt leváltották. Ezután Chris Tucker jött szóba, ám ő nem vállalta el. Cuba Gooding Jr. találkozott Stone-nal, mivel el akarta játszani Willie Beamen szerepét, ám a rendező nem adta neki, mert a színész a Jerry Maguire című filmben futball-játékost alakított. Ezután Jamie Foxx akarta a szerepet, ám először Stone nem akarta neki adni Beamen szerepét, mert nem tartotta komolynak erre a feladatra a "felejtős" vígjátékai miatt. Végül meggondolta magát, ebben az is közrejátszhatott, hogy Foxx a középiskolában futballozott.
Öt híres NFL vezető edző cameozik a filmben. Bob St. Clair, a Minnesotától, az első meccsen. Y.A. Tittle, a Chicagótól, a második meccsen. Dick Butkus, a Californiatól, a harmadikban. Warren Moon, a New Yorktól az eső áztatta meccsen. És végül Johnny Unitas a Dallastól a fináléban. Feltűnik a filmben sok olyan játékos is, akik a való életben az Arena Football Leagueben játszanak. Barry Switzer a Dallas Cowboys korábbi vezetőedzője tévés kommentátorként szerepel a Miami Sharks és a Dallas Knights közti meccsen. A rendező, Oliver Stone ugyancsak egy kommentátort alakít. Az NFL támadó Darnell Autry jelentkezett az egyik szerepre, de a castingosok azt mondták, nem úgy néz ki, mint egy valódi futball-játékos.
Amikor Willie Beamen belép Tony D'Amato házába, a tévében a Ben-Hur című film megy Charlton Heston főszereplésével, külön érdekesség, hogy Heston a film végén szintén feltűnik egy kommentátor szerepében.
James Caviezel is szerepet kapott a filmben, ő játszotta Tony D'Amato fiatalkori énjét, ám jeleneteit kivágták. Erről az Oliver Stone Collection DVD extráiban beszélnek. Hasonlóan járt Tom Sizemore is, akinek jelenetei szintén a kukában landoltak.

### Forgatás
A filmet 1999. január 25. és április 17. között forgatták Miamiban Florida államban és Irvingben, Texasban. Shark Stadium, a Miami Sharks filmbeli stadionja, valójában az Orange Bowl Stadium nevet viseli és Miamiban található. A filmben levő California Crusaders csapat stadionja a Pro Player Stadium, ami valójában a Miami Dolphinsé.
Oliver Stone megpróbált tárgyalni az illetékesekkel, hogy a filmben a valódi NFL logókat használja, ám ez a kísérlete nem aratott sikert. Stone bevallottan San Francisco 49ers rajongó, sok utalás van a filmben arra, hogy a San Franciscó-iak megverik a Sharksot.
Dennis Quaid filmbeli háza igazából Dan Marino, a Miami Dolphins irányítójának otthona. Jamie Foxx szerint LL Cool J túlságosan beleélte magát a szerepbe és a verekedéses jelenetben túl keményen ütötte meg őt. Dulakodás alakult ki köztük, ami során Foxxnak lett egy vágása a homlokán, de ezt később kivágták. Foxx később egy tv-adásban beszélt arról, hogy tisztázták az ügyet és barátok lettek. Érdekesség hogy a "fuck" szó 117-szer hangzik el a filmben, valamint hogy szerkesztői szempontból több mint 3000 vágás van a filmben.

## Rendezői változat
Mikor a filmet kiadták VHS-en és DVD-n Oliver Stone egy új rendező vágást csinált a filmhez. A kiadáson az információk alapján 6 perc, eddig nem látott részlet kapott helyet, így a film 156 perc volt, tehát az eredeti változat hossza 150 perc és ehhez adta hozzá Stone a korábban kivágott 6 percet. Valójában a moziváltozat 162 perc; 12 percet kivágtak és hozzáadták a 6 perces, eddig nem látott részeket. A két verzió közti különbségeket az Internet Movie Database-en részletezik.

## Filmzene
A filmzenén különböző stílusok szerepelnek, köztük hiphop, rock és R&B, a korongot pedig 2000. január 4-én jelentette meg az Atlantic Records. A Billboard 200 listán a 28. helyen szerepelt, a Top R&B/Hip-Hop Albumson pedig a 11. helyet érdemelte ki.
1. "Who You Gonna Call"- 4:08 (Missy Elliott)
2. "Reunion"- 4:41 (Capone-N-Noreaga)
3. "Never Goin' Back"- 3:37 (Mobb Deep)
4. "Sole Sunday"- 3:59 (Goodie Mob & OutKast)
5. "Shut'Em Down"- 3:20 (LL Cool J)
6. "Shut Up"- 4:22 (Trick Daddy, Trina, Deuce Poppi & Co)
7. "Any Given Sunday"- 3:59 (Jamie Foxx, Guru & Common)
8. "Whatever It Takes"- 4:03 (P.O.D.)
9. "Fuck That"- 3:41 (Kid Rock)
10. "Be a Man"- 3:18 (Hole)
11. "My Niggas"- 1:05 (DMX)
12. "Jump"- 4:07 (Mystikal)
13. "Move Right Now"- 3:46 (Swizz Beatz, Eve & Drag-On)
14. "Why"- 3:15 (Godsmack)
15. "Stompbox"- 4:08 (Overseer)
16. "Any Given Sunday Outro"- 2:31 (Jamie Foxx)

Oliver Stone egy jelenetet a Godspeed You! Black Emperor nevű kanadai banda zenéjével forgatott le, később megkérdezte a tagokat, hogy felhasználhatja e a zenét, de ők nem egyeztek bele.

## Fogadtatás
A Minden héten háború nagyon megosztotta a közösséget, volt aki a legjobb sportfilmnek nevezte és akadtak nagyon negatív kritikák, többek közt vádolták Stone-t, hogy a film elkészítésekor csak a pénz lebegett a szeme előtt és ismét említésre került az erőszak iránti imádata, amit ebben a filmben is szívesen használ, ám most lényegesen kevesebb ilyen jelenetet láthatunk, mint korábbi filmjeiben. A filmet Magyarországon 2000. június 1-én mutatták be és itt is vegyesen fogadták. A Rotten Tomatoes honlapon 49%-ot kapott, az Internet Movie Database-on 6.6 csillagra áll.
"A Minden héten háború üt. Al Pacino viszi a prímet, Oliver Stone zseniális rendezése, az őrülten jó operatőri munka. És a zene. Olyan számok adják a hangulatot, mint a Black Sabbath Paranoidja, vagy a Fat Boy Slim Right Here, Right Now-ja. Az ember szinte beleborzong! A legjobb az, hogy nem is veszed észre, hogy esetleg nem értesz valamit, mert a lendület magával ragad. A sportriporter szerepében pedig magát a rendezőt, Oliver Stone-t láthatjuk. Végre egy jó film az amerikai fociról. Senkit se riasszon el a hossza".

Ha az amerikai focinak becézett őrület káprázatos agresszivitásán, vad vágtáin és csattogó összecsapásain túl valamicskét is konyítanánk mi, köznapi mozijárók, az adott sportág szabályaihoz, tán nem tűnne ötórás monstrumnak Oliver Stone két és fél órás monstruma. A Minden héten háború című opusz attól még lehetne akár érdekfeszítő is, ha mondjuk a rögbipályán kívüli jelenetekben valami érdemlegesről szólna a történet. Nem arra a tanító bácsisan felemelt mutatóujjra gondolok, amivel a rendezőnek a hosszú film utolsó perceiben sikerül mindent rém hepire mázolnia, ellenségeket kibékítenie, gonosz pénzsóvárságot jósággá fordítania, önzést önfeláldozássá nemesítenie, vereséget győzelemre fordítania. Ez itt harmatgyenge igyekezet marad, ráadásul, mint tudjuk, a rögbilabda még csak nem is gömbölyű. Az operatőr és a vágó viszont jól megdolgozott. Az óriási mennyiségben látható rögbijelenetekben szinte egymásra torlódnak a közeli felvételek, állandó rohanásban és harcban mutatva a játékosokat, akikről sérüléseken, dobásokon, testcseleken kívül nem sok mondandója volt Stone mesternek. Azért nem kisebb sztárt sikerült megnyernie a főszerepre, mint Al Pacinót. Főként ordítoznia kell, edzőként. Megy neki.
Az Amerikai Egyesült Államokban 1999. december 22-én mutatták be 2505 moziban, ahol szerény 13 584 625 millió dollárral nyitott. A film nem lett kasszasiker: hazájában 75 530 832 dollárt hozott, így a gyártási költségek megtérültek, világszerte pedig 100 230 832 dollárt ért el.